# 顧志中
顧志中（1971年—），中華民國海軍少將，現任海軍造船發展中心主任，曾任海軍二五六戰隊少將戰隊長、西寧軍艦上校艦長、二五六戰隊上校參謀主任、海虎軍艦上校艦長、正陽軍艦上尉反潛官。畢業於海軍官校正期82年班、海軍指揮參謀學院94年班、國防大學指參學院99年班，2024年受頒「四等雲麾勳章」。

## 榮譽

### 中華民國勳章獎章
- 四等雲麾勳章